# Sam English
Samuel English, né le 18 août 1908 près de Coleraine et mort en 1967, est un joueur de football international irlandais, qui a notamment joué pour les Rangers et Liverpool. Il fait partie du Rangers FC Hall of Fame.

## Biographie
Né dans le hameau de Crevolea à Aghadowey (en), en Irlande du Nord, il suit sa famille qui émigre en 1924 en Écosse, où il travaille dans les chantiers navals de la John Brown & Company. Il joue en parallèle pour Yoker Athletic (en) où il est repéré par le Rangers Football Club de Glasgow. 
Il y signe en 1931 et réalise des débuts fracassants, en inscrivant 44 buts en 35 matchs lors de sa première saison, un record qui tient toujours pour ce club. Il est sélectionné alors à deux reprises en équipe d'Irlande. Malgré deux sévères défaites face à l’Écosse (0-4) et le Pays de Galles (1-4), il parvient à inscrire son premier et seul but international. 
Sa carrière est cependant vite ternie par un accident, lorsqu'en septembre 1931 il entre en collision en cours de match avec John Thomson, le jeune gardien de but du Celtic. La tête de ce dernier percute violemment le genou de l’attaquant, au point d'être rapidement envoyé à l’hôpital où il décède de ses blessures quelques heures plus tard. Bien que blanchi par l'enquête officielle et par tous les témoins, Sam English ressort profondément traumatisé par cet accident, et devient le sujet de sifflets et de railleries. En 1933, malgré la conquête de la saison la coupe d’Écosse en 1932 et du championnat en 1933, il quitte l’Écosse pour le Liverpool Football Club, où après d'excellents débuts il perd progressivement sa place de titulaire. 
En 1935 il fait son retour en Écosse, à Queen of the South, à la demande du nouvel entraîneur George McLachlan. Après une seule saison, il repart en Angleterre, et prend finalement sa retraite sportive à Hartlepool United en 1938, à seulement 28 ans.